# Sándor Sára
Sándor Sára (Tura, 28 novembre 1933 – Budapest, 22 settembre 2019) è stato un direttore della fotografia, regista e sceneggiatore ungherese.

## Filmografia

### Direttore della fotografia
- Pályamunkások, regia di István Gaál (1957)
- Szorongó varázs, regia di Gyula Rémiás (1960)
- Groteszk
- Egyedül
- Asszony a telepen, regia di Imre Fehér (1963)
- Sodrásban, regia di István Gaál (1964)
- Gyerekbetegségek, regia di Ferenc Kardos e János Rózsa (1966)
- Il padre (Apa) regia di István Szabó (1966)
- Vízkereszt, regia di Sándor Sára (1967)
- Diecimila soli (Tízezer nap), regia di Ferenc Kósa (1967)
- Ünnepnapok
- Feldobott kö
- Ítélet
- Szindbád, regia di Zoltán Huszárik (1971)
- Via dei pompieri n. 25 (Tüzoltó utca 25.), regia di István Szabó (1973)
- Fuori del tempo (Nincs idö), regia di Ferenc Kósa (1973)
- Hószakadás, regia di Ferenc Kósa (1974)
- Holnap lesz fácán, regia di Sándor Sára (1974)
- Suomi, regia di István Szintai - film TV (1975)
- Árvácska
- Racconti di Budapest (Budapesti mesék), regia di István Szabó (1977)
- 80 huszár
- Circus maximus
- A mérközés
- Bábolna
- Orfeo e Euridice (Orpheus és Eurydiké), regia di István Gaál - film TV (1986)
- In memoriam Gyöngyössy Imre

### Regista
- Cigányok
- Egyedül
- Vízkereszt (1967)
- Feldobott kö
- Holnap lesz fácán (1974)
- 80 huszár
- Néptanítók
- Krónika: A második magyar hadsereg a Donnál
- Bábolna
- Sír az út elöttem
- Keresztúton
- Tüske a köröm alatt
- Csonka Bereg
- Te még élsz?
- Könyörtelen idök
- Vigilanti
- A vád
- Magyar nök a gulágon
- Európából Európába

### Sceneggiatore
- Cigányok
- Feldobott kö
- Holnap lesz fácán, regia di Sándor Sára (1974)
- 80 huszár
- Néptanítók
- Keresztúton
- Tüske a köröm alatt
- Csonka Bereg
- Könyörtelen idök
- Vigilanti
- A vád